# Eufemisme
Een eufemisme is een stijlfiguur waarmee iets mooier, vriendelijker of minder onaangenaam wordt voorgesteld dan het in werkelijkheid is. De harde, moeilijk te aanvaarden werkelijkheid wordt hiermee verbloemd.
Vaak gaat het om het in andere, minder confronterende bewoordingen weergeven van zaken waarop een algemeen taboe rust. Het gebruik van eufemismen wordt met andere woorden sterk bepaald door gevoelswaarde (connotatie).

## Etymologie
'Eufemisme' komt van Oudgrieks εὖ (eu): goed, en φήμη (phḗmē): mededeling of bericht.

## Voorbeelden
Eufemismen worden gebruikt om onaangename zaken te beschrijven met woorden die van zichzelf niet aanstootgevend zijn. Dit is nogal eens gewenst in public relations en politiek. Met name onderwerpen die aan een hevige maatschappelijke beroering onderhevig zijn, geven aanleiding tot het ontstaan van eufemismen. Het gebruik van eufemismen is dan ook een reeds lang bestaande techniek van machthebbers om hun acties mooier te doen voorkomen dan ze in werkelijkheid zijn.

### Geschiedenis en politiek
Eufemismen worden geregeld door overheden gebruikt voor omstreden historische gebeurtenissen. Een voorbeeld is de door de toenmalige Nederlandse regering gebezigde term "Politionele Acties" voor het militair optreden in 1945-1949 om de Indonesische onafhankelijkheidsstrijd de kop in te drukken. Evenzo spraken de Russische autoriteiten (onder wie president Poetin) lange tijd van een "speciale militaire operatie" ter aanduiding van de in 2022 begonnen Russische inval in Oekraïne.
Andere voorbeelden:
- Hardhandige ondervragingstechnieken staat voor marteling.
- Ombuigen staat voor bezuinigen.
- Onderontwikkelde landen werd vervangen door landen in ontwikkeling.

### Bedrijfsleven
Enkele voorbeelden van gangbare eufemismen met betrekking tot het bedrijfsleven:
- Reorganisatie of sanering, wanneer sprake is van (veel) ontslagen.
- Prijsaanpassing wordt meestal gebruikt in communicatie en klinkt neutraler dan "prijsverhoging", hoewel het in de praktijk vaak precies hetzelfde betekent.
- In ambtelijk jargon wordt wel het woord amoveren gebruikt voor het afbreken van een huis of ander gebouw dat door overheidsplannen niet kan blijven staan.[5][4]
- Extra reistijd bij een treinreis staat voor vertraging.
- Gewasbeschermingsmiddelen voor verdelgingsmiddelen (voor dieren, planten en schimmels), pesticiden of biociden. De term wordt door sommigen als eufemisme beschouwd, maar geldt in de Nederlandse wetgeving als neutraal vanwege de negatieve bijklank van termen zoals herbicide, fungicide en insecticide.[6]

### Alledaags leven
Er bestaan ook allerlei eufemismen voor minder prettige zaken uit het dagelijks leven:
- Familiedrama  voor (meervoudige) moord met zelfmoord.
- Ongewenst bezoek voor een inbraak.
- Tussen twee banen in zitten voor werkloos zijn.
- Adult website voor een pornowebsite (hier is ook sprake van pregnantie).
- De liefde bedrijven, het doen, naar bed gaan , vrijen in plaats van het vulgairdere "neuken".

### Medische wereld
Ook ernstige ziekten worden vaak met eufemismen aangeduid. Zo werd in vroeger tijden verzachtenderwijs gesproken van de gave Gods of (wat minder eufemistisch) de zwarte dood voor de pest en van tuberculose (naar de medische omschrijving Mycobacterium Tuberculosis) ter vervanging van tering en witte pest. Het woord tuberculose raakte op den duur zelf ook weer beladen en men sprak daarop van tbc en vervolgens van tb. Naarmate de onmacht om deze ziekten te bestrijden groter werd, nam het aantal eufemismen ervoor navenant toe. 
- Ook voor sterven bestaan veel eufemistische termen en uitdrukkingen: heengaan, naar een betere wereld gaan, verscheiden, inslapen, ontslapen, de ogen sluiten, de weg van alle vlees gaan, de grote reis aanvaarden, het moede hoofd neerleggen. Het woord overlijden was zelf oorspronkelijk ook een eufemisme voor sterven; de letterlijke betekenis was "naar de andere kant gaan".[7]

Artsen, diplomaten en andere professionals gebruiken soms ook verhullende termen, waarvan men alleen onderling de betekenis begrijpt.
- In kringen van diplomaten staat een openhartige discussie voor een fikse ruzie tussen de onderhandelaars.
- Een consanguïne relatie staat voor incest.
- Als een patiënt is uitbehandeld, betekent dit dat hij of zij is opgegeven en dat de artsen niets meer voor hem of haar kunnen doen.[8]

## Indeling

### Naar doel
Er zijn in het algemeen vijf redenen te onderscheiden om een eufemisme te gebruiken:
1. Uit fijngevoeligheid of tact, om de gevoelens van een persoon te sparen. Een voorbeeld is: hij/zij is boven zijn/haar theewater of hij/zij heeft te diep in het glaasje gekeken (voor hij/zij is dronken) of bewoner (voor patiënt van een verpleeghuis).
2. Om bepaalde dingen niet bij de naam te noemen. Hierbij gaat het vaak om lichamelijke of seksuele zaken, bijvoorbeeld seksuele volkstaal en eufemismen.
3. Uit gevoelens van bijgeloof of taboe of voor iets sacrosancts. Voor bijvoorbeeld het woord duivel bestaan vele eufemismen zoals drommel en droes. De naam Jezus wordt verbasterd tot vormen als jee (O jee(tje)), joost, enzovoorts. Het gaat hier ook om woorden die te maken hebben met de dood, of een ernstige ziekte. Voorbeelden zijn: Hij verwisselde het tijdelijke voor het eeuwige of Hij is uit het leven gestapt.
4. Om de waarheid te verdoezelen. Zo stond Kristallnacht in de Duitse nazitijd voor de nacht waarin de ruiten van vele joodse winkels ingegooid werden en de straten dus vol glas lagen. Dit is sindsdien een vaste term geworden waarvan het eufemistische karakter is verdwenen.
5. Om zich uit de slag te trekken. Mijn kamer is bijna opgeruimd (Ik moet nog aan het opruimen beginnen). Ik heb een meningsverschil gehad met mijn trainer, om een blauw oog uit te leggen.

### Naar vorm
Eufemismen zijn qua vorm in een aantal categorieën onder te verdelen:
- Buitenlandse woorden: derrière (voor billen), copulatie (voor geslachtsgemeenschap).
- Afkortingen: GVD voor godverdomme, K.U.T. voor kut, en ook wel voor Kwalitatief Uiterst Teleurstellend; K. of KK voor kanker, TB of TBC voor tuberculose.
- Abstracties: het, de situatie, speciaal onderwijs.
- Indirecte woorden: daarachter, van de verkeerde kant (voor homoseksueel), een moetje (voor een huwelijk met een ongeplande zwangerschap), een ongelukje (voor een ongewenste zwangerschap), de bikinilijn voor uitpuilend schaamhaar (alleen indien sarcastisch bedoeld).
- Lange of moeilijke woorden: urineren (voor plassen), defeceren (voor ontlasten, zelf ook een eufemisme), transpireren (voor zweten), vomeren (voor braken),  flatulentie (voor winderigheid, zelf ook enigszins eufemistisch).
- Een opzettelijk verkeerde uitspraak (acryologie) of allerlei verbasteringen: worst-kaasscenario (voor worst case), gedverdemme/ pot(ver)dorie/ -dikkeme/-dulleme/-driedubbeltjes etc. (allemaal afgeleid van godverdomme), of chips (voor shit).
- Een geheel ander woord of uitdrukking: Nummer 100 (voor de wc, zelf van oorsprong ook een eufemisme dat letterlijk "waterkast" betekent), inslapen voor sterven, ik ga even mijn neus poederen, naar het kleinste kamertje (voor naar de wc), proletarisch winkelen (voor stelen), de pijp aan Maarten geven / de weg van alle vlees gaan / de laatste adem uitblazen (voor sterven), ter aarde besteld worden (voor begraven).
- Een gewone woordconstructie met een betekenis die precies tegengesteld is aan de meest voor de hand liggende: 'afbouwen' betekent eigenlijk: het voltooien van een bouwwerk, maar het wordt in overdrachtelijke zin vooral gebruikt als eufemistisch synoniem voor 'afbreken' en dus het tegendeel van 'opbouwen'; zo betekent het afbouwen van een subsidieregeling dat "de geldkraan dichtgaat". Winstwaarschuwing betekent niet dat een bedrijf grote winst gaat aankondigen, maar juist het tegengestelde hiervan.

## Woordverandering en tredmolen van het eufemisme
Als een woord of soms een hele zin tot een eufemisme verwordt, vervalt de oude betekenis meestal. Dit verschijnsel heet in het Engels taboo deformation. In eufemismen veranderde woorden laten in de taal hun sporen achter. Uit de studie van het Indo-Europees zijn verschillende voorbeelden bekend, zoals de woorden voor beer (*rktos) en wolf (*wlkwos). Deze woorden hebben een moeilijke etymologie als gevolg van taboo deformation. Het Germaanse woord beer betekent bruine man. Het Slavische equivalent (*medu-ed-) betekent honing-eter. De connotatie van een woord verandert sneller dan de denotatie. Hierdoor is het spreken in eufemismen vrij subjectief.
Een soortgelijk verschijnsel is de tredmolen van het eufemisme. Eufemismen zijn sterk aan slijtage onderhevig. Door het veelvuldige gebruik ervan worden het vrijwel altijd na kortere of langere tijd zelf juist taboewoorden. Dit kan op den duur leiden tot een hele cyclus van woorden die aanvankelijk een verzachtende functie hadden en gaandeweg weer vervangen moesten worden. Enkele voorbeelden van op deze manier ontstane "eufemismenreeksen" in het Nederlands:
- meid - poetsvrouw - werkster - schoonmaakster - huishoudelijke hulp - interieurverzorgster - interieurhygiëniste
- gastarbeider - buitenlander - immigrant - allochtoon - medelander - nieuwe Nederlander/Belg - inwoner met een migratieachtergrond[10]
- bejaardentehuis - rusthuis - rustoord - home - woonzorgcentrum
- invalide - mindervalide - andersvalide - gehandicapte - persoon met een handicap - mensen met een beperking - mensen met mogelijkheden
- gekkenhuis - krankzinnigengesticht - psychiatrische inrichting - psychiatrisch ziekenhuis - GGZ instelling.

## Andere gebruiksvormen
Een eufemisme kan ook de vorm hebben van een allusie. 
De mooie of vriendelijkere voorstelling van een eufemisme kan soms ook sarcastisch bedoeld zijn, bijvoorbeeld "de boel verbouwen" voor vernielen en de term "liquidatie" (een term voor finale schuldvereffening uit het faillissementsrecht) werd zo bijvoorbeeld een synoniem voor moord. In dit soort gevallen is er dus geen sprake van een eufemisme in eigenlijke zin, aangezien hier in plaats van een verzachtend eerder een tegengesteld (dus versterkend) effect beoogd of bereikt wordt. Zie ook understatement.

## Verwante begrippen en stijlfiguren
Nauw verwant aan het eufemisme zijn woorden die worden ingevoerd als politiek correct alternatief voor woorden die door sommigen als te beladen kunnen worden ervaren. Voorbeelden zijn:
- Afro-Amerikaan voor iemand met een zwarte huidskleur in de Verenigde Staten.
- CE (Common Era) en BCE (Before CE) voor de begrippen na Christus en voor Christus.
- Creatief omspringen met de belastingwetgeving voor belastingen ontduiken.
- Ruimen voor het volledig afmaken van een veestapel.

Stijlfiguren waarvan het gebruik soms enigszins lijkt op dat van het eufemisme zijn vooral het understatement en de litotes. Een belangrijk verschil is dat deze twee laatste stijlfiguren niet noodzakelijkerwijs betrekking hebben op iets negatiefs, en vaak juist eerder het tegengestelde effect beogen (dus versterkend i.p.v. verzwakkend).
Exact tegengesteld aan het eufemisme is het dysfemisme, waarmee de negatieve betekenis op een extra grove manier wordt uitgedrukt, in plaats van de betekenis af te zwakken.